# Lamprologus
Lamprologus es un género de peces de la familia Cichlidae y de la orden de los Perciformes. Se encuentra en el río Congo en África.

## Especies
- Lamprologus callipterus Boulenger, 1906
- Lamprologus congoensis Schilthuis, 1891
- Lamprologus finalimus Nichols & La Monte, 1931
- Lamprologus kungweensis Poll, 1956
- Lamprologus laparogramma I. R. Bills & Ribbink, 1997
- Lamprologus lemairii Boulenger, 1899
- Lamprologus lethops T. R. Roberts & D. J. Stewart, 1976
- Lamprologus meleagris Büscher, 1991
- Lamprologus mocquardi Pellegrin, 1903
- Lamprologus ocellatus (Steindachner, 1909)
- Lamprologus ornatipinnis Poll, 1949
- Lamprologus signatus Poll, 1952
- Lamprologus speciosus Büscher, 1991
- Lamprologus stappersi Pellegrin, 1927
- Lamprologus symoensi Poll, 1976
- Lamprologus teugelsi Schelly & Stiassny, 2004
- Lamprologus tigripictilis Schelly & Stiassny, 2004
- Lamprologus tumbanus Boulenger, 1899
- Lamprologus werneri Poll, 1959